# 澳門輕軌股份有限公司
澳門輕軌股份有限公司（葡萄牙語：Sociedade do Metro Ligeiro de Macau, S.A.），簡稱輕軌公司，是由澳門特別行政區政府、工商業發展基金及科學技術發展基金組成的股份有限公司。目前主要業務僅限澳門輕軌路線大部分運營及維修工作，以及兩個分別位於澳門半島的媽閣以及位於氹仔的柯維納馬路交通樞紐；從2021年起開展商業業務，包括於各車站設立自助販賣機、廣告代理及車站商鋪租賃中介等之業務。

## 歷史
2018年4月11日，港鐵（澳門）正式成立，獲澳門政府委託「協助澳門輕軌系統氹仔線的營運及維護服務」，為期五年。澳門特別行政區政府表示，政府同時正加緊推進成立全資的輕軌運營公司，待公司成立後，上述服務合同將交由輕軌運營公司跟進管理。
2018年8月，澳門立法會公共財政事務跟進委員會早前跟進輕軌預算，近日公布報告書。包括建立本公司並將設3個股東，除政府任大股東（佔96%）外，並引入工商業發展基金（佔3%）及科技發展基金（佔1%）做為公司股東。
2019年3月14日，行政會完成討論《設立澳門輕軌股份有限公司》行政法規草案。為一間由澳門特別行政區政府全資擁有公司。資本額為14億元，旨在建造和維護用於輕軌系統運營的基礎設施及設備，以及運營相關的系統，預計此模式能更有效地實施輕軌系統和使用公共資源。行政法規草案建議自公布翌日起生效。
2019年4月17日，特區《公報》刊登行政長官批示，委任時任運輸基建辦公室主任何蔣祺代表澳門特別行政區政府兼任澳門輕軌股份有限公司的董事及董事會主席。另外，工商業發展基金管委會主席戴建業及科技發展基金行政委員會主席馬志毅，亦分別代表工商業發展基金和科學技術發展基金獲委任為輕軌公司的董事。
2019年9月27日，澳門特別行政區政府與輕軌公司簽署為期十年的「輕軌系統運營、經營及維護的批給公證合同」。根據合同所示，輕軌公司將負責輕軌系統的運營、保養及維護，務求向公眾提供優質、持續及穩定的輕軌服務。
2019年9月30日，《澳門特別行政區公報》刊登第157/2019號行政長官批示，自該年10月1日起撤銷運輸基建辦公室。
2019年12月10日，氹仔線正式通車，為澳門輕軌首條通車營運的路線。
2020年7月23日，《公共資本企業對外公布資料指引》生效。一周後本公司連同另外16家由政府獲其他公法人持股超過50%的公資企業依法公布資料。其中本公司自2019年成立後不足半年，獲得政府補助4.3億元，扣除約4.2億元經營開支，結餘1,122萬元，擁有約14億元淨資產。
2021年8月1日，輕軌公司與澳門旅遊局合作，推出「麥麥輕軌通」計劃，乘坐澳門航空的訪澳旅客憑登機證及有效旅遊證件，可於澳門國際機場換取一張澳門輕軌特別票。旅客憑票可在三天內無限次乘搭澳門輕軌。
2021年10月20日至2022年4月3日，氹仔線全線進行電纜更換工程停運。受COVID-19疫情影響，疫下每個月車票收入約20多萬元。輕軌暫停服務期間各車站的客戶服務中心和失物認領處等對外維持服務，相關員工會繼續正常上班，並安排部分員工上培訓課程。
2022年5月4日，位於氹仔柯維納馬路交通樞紐的地庫重型客車停車場正式開放，該停車場由輕軌公司管理。
2022年5月24日，開放澳門通持卡乘客直接拍卡入閘乘坐輕軌，並提供相對應類別的輕軌通之乘車優惠。
2022年7月11日至23日，受大規模COVID-19疫情影響，全澳實施“相對靜止管理”，期間澳門輕軌運營服務暫停。
2022年12月3日，媽閣交通樞紐局部開放啟用，首先開放的是巴士總站和停車場，其中位於交通樞紐地庫三層的停車場由輕軌公司負責管理。
2023年2月20日，交通事務局回覆立法議員李振宇書面質詢輕軌營運規劃，指該階段輕軌公司已開始逐步接管輕軌運營服務承辦商的部分業務，亦期望透過本地化及經驗的積累，逐步建成掌握軌道運營專業的本地團隊，以實現日後輕軌自主運營的目標。
2023年3月，媽閣站主體建造工程完工，並開展列車運行測試工作。公共建設局將列車操作服務判給予本公司，價格為澳門幣500萬元，日期為2023年1月11日至10月31日。
2023年6月，輕軌公司指已積極尋求更多創收空間，包括從廣告業務和設施租賃等方面，相信隨著COVID-19疫情緩和以及輕軌線網延伸，未來可吸引更多乘客，擴大票收效益，也對發展非票務商業元素提供市場吸引力。同時正逐步接管輕軌運營業務，過程中需與運營服務承辦商共同協作，維持輕軌服務質量和穩定性，公司並期望透過人員本地化和經驗累積，穩定構建專業本地團隊，實現日後輕軌自主運營目標。並持續推動金融機構積極配合入閘系統和營運安排，研究受理更多支付工具收款方案。
2023年6月23日，位於媽閣交通樞紐地庫二層的重型客車停車場正式對外開放使用，共提供27個重型客車泊位，並按日間和夜間時段收費，不設月租泊位。
2023年12月8日，作為氹仔線跨海延伸至澳門半島段的媽閣站延線正式通車營運。另外，由當天起增加輕軌票價區間，以配合未來輕軌線網延伸及車站增加。隨著輕軌公司逐步接管輕軌的運營及維護工作，全體輕軌前線人員於當天起更換制服。
2024年1月，公共建設局將石排灣線及橫琴線操作服務判給予輕軌公司，價格為澳門幣680萬元，期限為2024年1月1日至9月30日，當中石排灣線已於2024年1月起開展列車測試工作。
2024年4月1日，澳門輕軌大部分運營及維修工作改由輕軌公司直接負責。對於部分從港鐵（澳門）員工反映輕軌公司在轉換新合同後不承認其在港鐵服務的年資，亦有員工在非自願的情況下簽署自願離職港鐵（澳門）的協議書，沒有得到年資解僱補償。輕軌公司於同年3月下旬回應指已關注有關情況，並已多次要求港鐵（澳門）必須遵守《勞動關係法》的規定，妥善處理其與合約人員的勞資問題，同時要求港鐵（澳門）應向員工清晰解說，做好退場機制；輕軌公司同時表示從未要求相關人員在應聘輕軌公司的職位時，簽署任何非輕軌公司發出的附帶文件，截至2023年下半年已有109名原在港鐵（澳門）工作的職員入職輕軌公司，同時設有查詢渠道使相關員工獲得適切的回應及跟進；至4月上旬已有超過400名原港鐵（澳門）人員於4月1日入職輕軌公司。而港鐵（澳門）的營運及維護服務合同於同年12月完結。
2024年6月，輕軌公司公佈2023年度營業帳目報告，當中澳門輕軌全年總載客量約247萬多人次，較2022的49萬人次增加4.04倍，票務收入為1,356,5792元，較2022年的不估100萬增長超過13倍，同時承繼進行已開展的非票務收入項目包括廣告代理租賃、紀念票販賣，以及媽閣站商業設施租賃開展等，另正籌備濱海巡航列車大修的工作。自2023年1月起，輕軌分批接管港鐵（澳門）的工作，當中分別包括車站維護組、土木工程維護組及票務組的工作，另於2024年1月起接回車務訓練部的工作；另外，部份設備、零件、辦公室物品和部份服務的採購工作亦於2023年交由輕軌公司直接進行；營運團隊方面，本地居民人數比例已超過九成，至2023年底淨資產在扣除總偵債後為約14.52億元。
2024年9月1日，氹仔線協和醫院站率先啟用。
2024年11月1日，石排灣線正式通車，為澳門輕軌第二條通車營運的路線。
2024年12月2日，橫琴線正式通車，為澳門輕軌第三條通車營運的路線。
2025年4月中旬，位於柯維納馬路交通樞紐馬會站前出入口的平台花園正式對外開放使用。同年5月1日起，交通樞紐內的停車場完成整改，開放予輕型汽車停泊，並按每半小時收費。
2025年5月28日，輕軌公司公佈2024年度營業帳目報告，總載客量約537萬人次，按年增加117%，票務收入達到2,700多萬元，財務狀況方面總收入有7.7億元，按年減少350萬元。

## 業務

### 輕軌

#### 營運中的路線
澳門輕軌系統於2019年12月10日正式通車，首條路線氹仔線服務範圍最初局限於氹仔至路氹城一帶。2023年12月8日延伸至位於澳門半島的媽閣站。
協和醫院站於2024年9月1日啟用。石排灣線及橫琴線分別於2024年11月1日及12月2日通車。
2018年4月11日至2024年3月31日期間，由港鐵（澳門）委託「協助澳門輕軌系統氹仔線的營運及維護服務」。

#### 興建中的路線
澳氹東線工程於2023年10月20日正式動工，最快2028年完工，預計2029年通車。東線西延青茂正進行前期研究，預計於2029年與輕軌東線同步通車。

### 交通樞紐
- 媽閣交通樞紐
- 柯維納馬路交通樞紐

### 輕軌通
輕軌通（葡萄牙語：Passe do Metro Ligeiro de Macau）是由澳門輕軌股份有限公司因應澳門輕軌投入服務，由該公司所發出的輕軌客運服務專用非接觸式智能電子貨幣儲值卡。根據第18/2019號法律《輕軌交通系統法》相關法規的第187/2019號行政長官批示 - 核准設立和提供輕軌運輸憑證的規定所發出。
電子預付卡於公佈正式通車日起正式命名為“輕軌通”。卡片種類方面，目前分為成人輕軌通、特惠（長者／殘疾人士／學生）輕軌通及紀念版輕軌通。使用範圍方面僅限於澳門輕軌路線內，而持有不同種類輕軌通乘客在使用輕軌服務出入閘將享有相關票價優惠。由2022年5月24日起，持澳門通乘客可直接拍卡入閘乘坐澳門輕軌氹仔線，並享有與各種類對應的輕軌通之相關票價優惠。其後於2021年8月至10月及2022年4月30日至10月期間推出“麥麥輕軌通”紀念卡，供乘坐澳門航空航班目的地為澳門的訪澳旅客進行換領，期間三天內無限次乘坐澳門輕軌。

### 廣告及其他商業業務
2023年3月30日，運輸工務司司長羅立文表示，由近期起才增加少許車站廣告。現時輕軌車站廣告由MOME 澳動傳科 （页面存档备份，存于）代理。
根據輕軌公司於2023年3月公佈的《2022年營業年度報告》，指於2021年起開展非票務收入項目，包括租賃提供電訊服務、銀行服務、自助販賣機的設備；同時亦開展新的非票務收入項目，包括租借輕軌車廂用於拍攝及停車場停泊收費；同時開展於車站站內、天橋及月台內提供廣告代理的工作，以及交通樞紐商鋪的租賃中介服務的工作。
2023年6月5日，運輸工務司司長羅立文出席立法會全體會議時回應輕軌路線及未來營運公司相關問題時提到，媽閣交通樞紐有少量商業元素，有三至四個鋪位，但在首次開標後沒有收到任何標書，認為暫時沒人感興趣，並計劃在年內再度開標。
2023年12月，媽閣站啟用在即，輕軌公司表示正開展新一輪招標工作，有部分人有興趣和查詢，相信在客流穩定時就會有商戶進駐。其中站內票務大堂設4個鋪位，月台層則有2個商鋪，大部分在閘外的非付費區。另有六間商鋪，即站內合共十二間商舖正開展新一輪招標；周邊廣告燈箱五十八個，能夠增加廣告收益。

## 組織架構
- 股東會
  - 主席團主席：鄭志強
  - 主席團成員：廖僖芸
  - 澳門特別行政區代表：運輸工務司司長辦公室代表黃文傑
  - 工商業發展基金代表：經濟及科技發展局局長邱潤華
  - 科學技術發展基金代表：行政委員會主席謝永強
  - 主席團及輕軌公司秘書：沙雁期

- 董事會
  - 主席：何蔣祺
  - 董事：吳景松、周偉德、黃平、蕭志偉、黃嘉豪、胡達忠

- 監事會
  - 主席：鄭冠偉
  - 成員：梁美玲
  - 成員（核數師）：馬健華

- 執行委員會
  - 主席：何蔣祺
  - 成員：吳景松、周偉德、黃平

## 組織法規
- 第8/2019號行政法規，設立澳門輕軌股份有限公司 （页面存档备份，存于）
- 第15/2019號行政長官公告，公佈澳門輕軌股份有限公司章程 （页面存档备份，存于）
- 第78/2019號行政命令，將若干權力授予運輸工務司司長，以便以立約人身份，代表澳門特別行政區簽署設立《澳門輕軌股份有限公司》的公證書。 （页面存档备份，存于）

## 帳目報告
- 澳門輕軌股份有限公司，二零一九年度營業帳目報告。 （页面存档备份，存于）
- 澳門輕軌股份有限公司，二零二零年度營業帳目報告。 （页面存档备份，存于）
- 澳門輕軌股份有限公司，二零二一年度營業帳目報告。 （页面存档备份，存于）
- 澳門輕軌股份有限公司，二零二二年度營業帳目報告。 （页面存档备份，存于）
- 澳門輕軌股份有限公司，二零二三年度營業帳目報告。 （页面存档备份，存于）

## 外部連結
- 澳門輕軌股份有限公司 （页面存档备份，存于）